# Hülya Şenyurt
Hülya Şenyurt   (Ordu, 10 de novembre de 1973) és una judoka turca, ja retirada, que va competir durant la dècada de 1990. Fou la primera esportista turca en guanyar una medalla olímpica.
El 1992 va prendre part en els Jocs Olímpics d'Estiu de Barcelona, on guanyà la medalla de bronze en la competició del pes extra lleuger del programa de judo. Quatre anys més tard, als Jocs d'Atlanta, quedà eliminada en la primera ronda en la mateixa prova.
En el seu palmarès també destaca una medalla de bronze al Campionat d'Europa de judo de 1993.